# スロバキア共和国国民議会
スロバキア共和国国民議会（スロバキアきょうわこくこくみんぎかい、スロバキア語: NR SR, Národná rada Slovenskej republiky）はスロバキア共和国の議会である。スロバキア共和国憲法において唯一の立法府と規定される。
定数150人、任期4年。

## 前史
前身はスロバキア国民議会(SNR, Slovenská národná rada)で、スロバキア第一共和国の最高立法府として1943年に発足した。のちスロバキア国民蜂起における最高執行機関（1944年-1945年）、チェコスロバキア第三共和国および人民社会主義時代のスロバキア域内における評議員会（ZP, Zbor povereníkov / 1945年-1960年）、チェコスロバキア社会主義共和国のスロバキア域内における準国会（1960年-1969年）、チェコスロバキア社会主義共和国におけるスロバキア社会主義共和国およびチェコスロバキア連邦共和国におけるスロバキア共和国の立法機関（1969年-1992年）の名称として承継された。チェコスロバキア連邦制解消を控えた1992年10月1日、スロバキア国民議会によるスロバキア共和国憲法の制定にともない現名称に改称した。

## 権能
定数150人の一院制で、憲法やそれに関連する法規、そのほかの法令を審議、採択し、国家予算の承認も行なう。また憲法裁判所の判事や検事総長を指名し、法令によって指定される官吏を選出する。条約の批准にあたっては国民議会がすべての重要な国際条約を承認する。スロバキア領外への自国軍の派遣や、スロバキア領内への外国軍の駐留には国民議会の同意が条件とされている。

## 意思決定
国民議会の採決は全議員の過半数（76人）以上の出席を要し、出席議員の過半数の賛成をもって可決される。ただし、内閣または閣僚に対する不信任および議長の任免には絶対過半数（76票）以上の賛成を要し、憲法やその関連法の採択には全議員の5分の3（90票）以上の賛成を要する。

## 選挙
国民議会議員の任期は4年で、比例代表制（拘束名簿式）による直接選挙で選出される。普通選挙で、投票権を有する者は年齢が21歳に達し国内に居住していれば被選挙権を有する。オランダやイスラエルと同様に、国全体を1つの選挙区として複数名の当選人を決する制度を採用している。議席獲得のための最低得票率は3%に設定されている。投票者は投票用紙に印刷された政党リストの一つを選択して投票するが、自分が議員としたい候補者を4名まで選択して投票（優先投票）する事もできる。

## 会派別議席数
| 政党・会派 | 政党・会派                         | 党首                   | 議席数 |
| ---------- | ---------------------------------- | ---------------------- | ------ |
|            | 方向・社会民主主義 SMER-SD         | ロベルト・フィツォ     | 42     |
|            | プログレッシブ・スロバキア PS      | ミハル・シメカ         | 32     |
|            | 声・社会民主主義 Hlas              | ペテル・ペレグリニ     | 27     |
|            | 普通の市民-無所属の人々 OĽaNO-NOVA | イゴル・マトヴィッチ   | 16     |
|            | キリスト教民主運動 KDH             | ミラン・マジェルスキー | 12     |
|            | 自由と連帯 SAS                     | リハルド・シュリーク   | 11     |
|            | スロバキア国民党 SMER-SD           | アンドレイ・ダンコ     | 10     |

## 建物

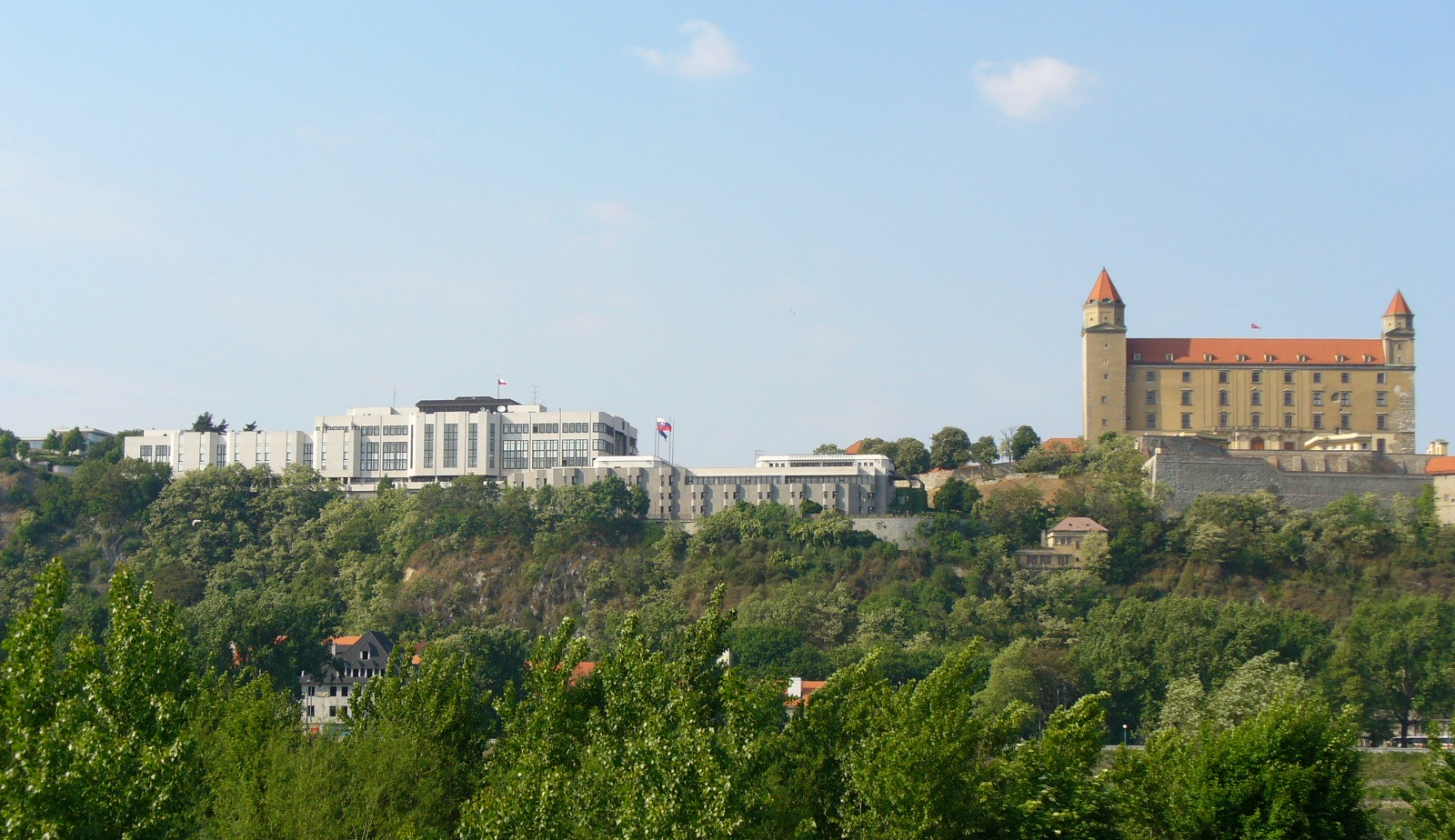
スロバキア共和国国民議会議事堂（左）
右はブラチスラヴァ城

議事堂本館はブラチスラヴァ城に隣接する高台に建つ。高台の下にある三位一体教会に隣接する議事堂別館は、1994年まで議事堂本館として使用されていた。